# Lampides goodenovii
Lampides goodenovii är en fjärilsart som beskrevs av Butler 1876. Lampides goodenovii ingår i släktet Lampides och familjen juvelvingar. Inga underarter finns listade i Catalogue of Life.